# Rau sắng
Tránh nhầm lần với một thứ thực vật của loài Gắm (cây) có thể cũng được gọi là rau sắng Chùa Hương
Rau sắng (danh pháp hai phần: Melientha suavis) là loại rau với lá non, đọt mầm hoặc chùm hoa lấy từ cây sắng, loại cây thuộc bộ Đàn hương (người Việt còn gọi là rau mì chính, rau ngót rừng, rau ngót quế, người Dao gọi là lai cam, người Mường gọi là tắc sắng, dân tộc Tày – Thái gọi là phyắc van và tất cả đều có nghĩa là rau ngọt). Khác với đa phần các loại rau trong văn hóa ẩm thực người Việt thường là những loại cây nhỏ, thân bụi, loại thảo, cây sắng là một dạng cây thân gỗ (loại mộc) mọc tự nhiên trên núi, chủ yếu là những vách đá của núi đá vôi có cao độ khoảng 100–200 m trở lên so với mặt nước biển ở miền Bắc Việt Nam như Lào Cai, Hà Tây, Lạng Sơn, Quảng Ninh, thậm chí vẫn thường gặp tại các khu rừng già Trường Sơn, nhưng có mật độ cao nhất là ở Vườn Quốc gia Xuân Sơn và vùng đệm của vườn quốc gia này thuộc tỉnh Phú Thọ. Thân cây sắng to, cao, có khi lên tới hàng chục mét chiều cao và đường kính thân tới 20–30 cm, vì vậy muốn hái lá non thường người ta phải trèo lên cây để hái.

## Trồng và thu hoạch
Cây sắng là một loại cây khá đặc biệt, cả cây cái và cây đực đều ra những chùm hoa trắng muốt lấm tấm như hoa ngâu, gọi là chùm rồng rồng, nhưng chỉ hoa những cây cái mới kết quả. Trước kia cây sắng chỉ mọc hoang dã và bị người dân khai thác kiểu tận thu mà không có bảo tồn, chăm sóc, phát triển nên là một trong những loại cây có nguy cơ tuyệt chủng cao, được đưa vào Sách đỏ Việt Nam. Cây sắng ưa đất ẩm, sống bằng mùn đất do lá cây mục nát tạo ra, thường mọc dưới tán lá của những loại cây khác, không ưa các loại phân bón hóa học. Dù khá khó trồng do kén đất và nhạy cảm với các phương thức chăm sóc cơ học, cây vẫn có thể được nhân giống bằng hạt, hom rễ; trồng phân tán, trồng xen vào các khu rừng tái sinh hoặc trồng xen với cây ăn quả. Hiện nay đã có nhiều nơi trồng thành công, nhờ những dự án bảo tồn và phát triển cây sắng ở Vườn Quốc gia Xuân Sơn thuộc huyện Thanh Sơn, tỉnh Phú Thọ và tại xã Hương Sơn, huyện Mỹ Đức, tỉnh Hà Tây.
Cuối mùa đông cây sắng rụng hết lá già, đến những ngày đầu của mùa xuân, khoảng tháng tháng 2, cây bắt đầu ra những ngọn lá non đầu tiên, và đến tháng 3 tháng 4 là đỉnh điểm mùa thu hoạch ngọn, lá và cả những chùm hoa. Thường cây sắng có độ tuổi từ 3-4 năm trở lên sẽ bắt đầu được thu hái, nhưng phải vài năm sau cây mới đạt hiệu suất cao nhất. Khi bị cắt những đọt ngọn, cây sẽ nhanh chóng mọc ra tua tủa những chồi non, nhưng cũng không nên khai thác quá mạnh tay vì cây sẽ còi cọc, thường trong khoảng trên dưới một tháng sau là có thể thu hoạch tiếp đợt mới.
Những chùm rồng rồng và quả non cũng được thu hái để chế biến các món ăn. Đến khoảng tháng 6, trên những cây sắng cái quả chín vàng thành chùm lúc lỉu, tròn dài và to như quả nhót, đây cũng là thời điểm đánh dấu mốc hết mùa rau sắng.

## Rau sắng trong ẩm thực

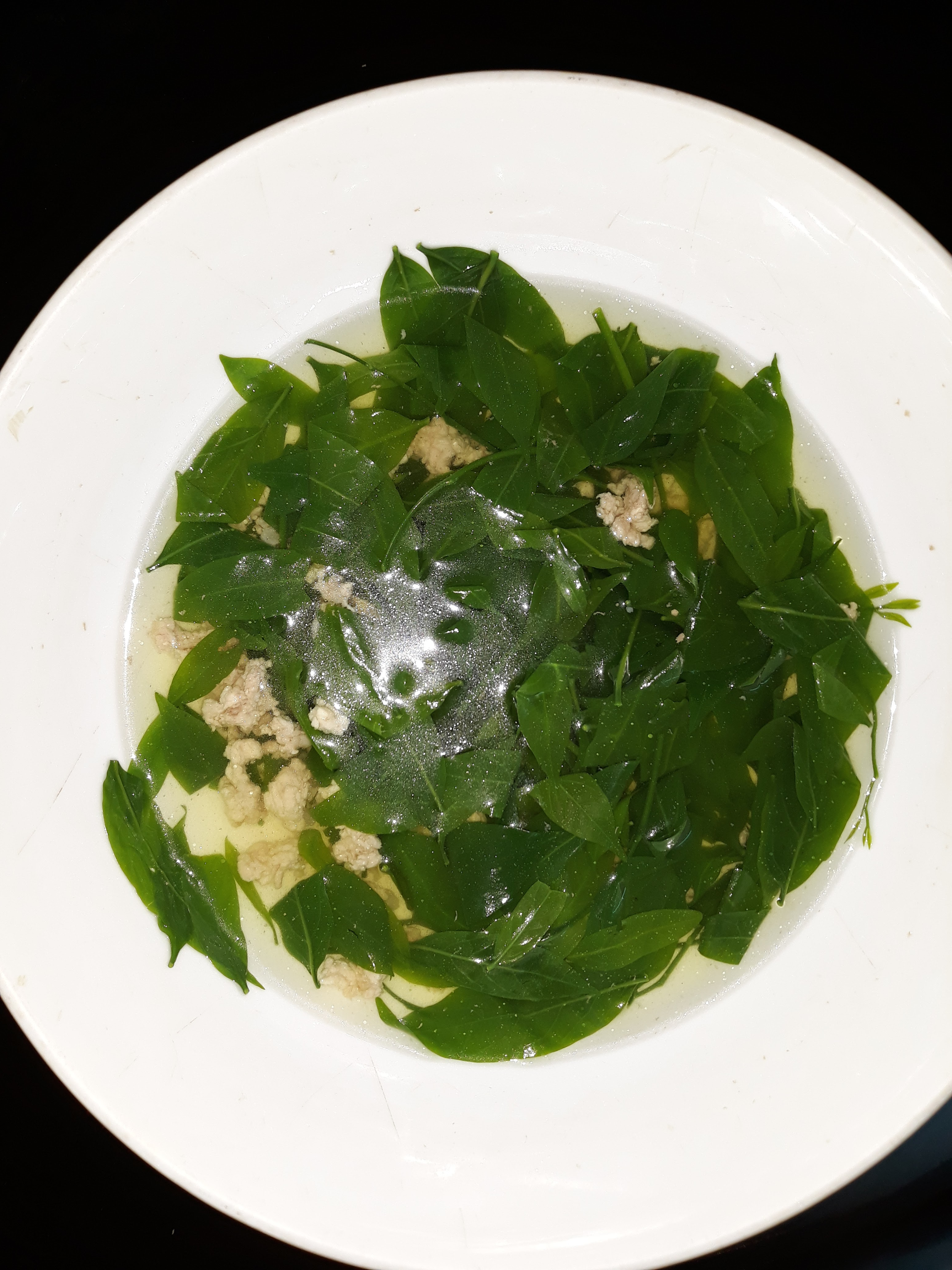
Một bát canh rau sắng nấu thịt nạc

Lá, chồi non của cây sắng trông xanh thẫm, óng ả, mỡ màng, có hàm lượng protit và amino acid cao hơn hẳn các loại rau khác. Trong 100g rau sắng có khoảng 6,5 - 8,2g protit, 0,23g lysin, 0,19g methionin, 0,08g tryptophan, 0,25g phenylanalin, 0,45g treonin, 0,22g valin, 0,26g leucin và 0,23g isoleucin, 11,5 mg vitamin C, 0,6 mg caroten v.v. gấp nhiều lần rau ngót, đậu ván. Bởi vậy, đây là loại rau nấu canh ăn rất ngọt nước. Trước kia, bộ đội hành quân trên đường Trường Sơn thường phơi khô để dành, khi nấu canh các loại rau rừng thì cho vào nồi canh mấy ngọn rau sắng thay mì chính. Vì dinh dưỡng rất cao, ngon ngọt đậm đà, rau sắng ăn rất bổ cho những phụ nữ mới sinh và người mới ốm dậy, nó còn được coi là một vị thuốc chữa bệnh đường ruột rất tốt.
Rau sắng, bao gồm cả lá non và các đọt thân, thường được sử dụng để nấu canh. Bát canh rau sắng có thể nấu với một trong các nguyên liệu xương lợn, tôm nõn giã nhỏ, giò giống, thịt gà, cá rô, cá quả v.v. mỗi thứ một vị, đều rất thơm ngon và bổ dưỡng. Tuy nhiên, theo kinh nghiệm của những người sành ăn, chỉ khi nấu canh suông người ta mới cảm nhận hết những giá trị của thứ rau xanh mọc giữa trời, đất, gió, và núi này. Đun nồi nước sôi, gia chút muối ăn và nếm thấy vừa vặn thì cho nắm lá rau sắng cùng các đọt thân đã rửa sơ vào nước, chờ nước sôi lại rồi bắc ra ngay, không nên nấu nát quá tuy làm nước ngọt hơn nhưng rau lại bã, ăn mất ngon. Đặc biệt, không nên bỏ thậm chí cả những đọt thân hơi già và không cần dùng mì chính cho món canh này. Chậm rãi nhai từng chiếc lá, từng đọt ngọt để cảm nhận được vị bùi, vị ngọt, mùi hương thoang thoảng mát mát của chất đạm thực vật thật khó tả.
Những chùm rồng rồng với hoa, nụ và quả non của cây sắng khi nấu canh ăn còn ngon ngọt hơn cả lá non. Tuy nhiên, những chùm hoa này, cùng với những đọt thân non to mập, không chỉ nấu canh mà hợp hơn cả là xào với thịt bò đã ướp với chút nước mắm và gừng, tỏi.
Quả sắng chín ăn ngọt như mật ong nhưng hơi rát lưỡi. Người ta thường tách vỏ để lấy hạt ninh với xương thành món canh vừa ngon ngọt, vừa bổ dưỡng.
Rau sắng chùa Hương hiện nay trở thành thương hiệu rau sạch nổi tiếng, bán với giá khá đắt tại Lễ hội chùa Hương và hệ thống các siêu thị miền Bắc Việt Nam. Theo đánh giá có tính chất cảm tính của người sành ăn, rau sắng chùa Hương ăn ngon, thơm và đậm hơn các loại rau sắng nơi khác, người khác lại cho rằng rau sắng tại Kim Bảng, Hà Nam có vị ngọt đậm không đâu sánh bằng. Tuy nhiên điều này thực tế chưa được kiểm định mà chủ yếu là những nhận xét "lưu truyền trong dân gian".

## Rau sắng trong thi ca
Thi sĩ Tản Đà là một người rất mê rau sắng. Trong Lễ hội chùa Hương xuân Nhâm Tuất, tháng 1 năm 1923 do không đi được lễ hội, ông đã cho đăng bài Rau sắng chùa Hương trên Chuyện thế gian 1:
Muốn ăn rau sắng chùa Hương
Tiền đò ngại tốn con đường ngại xa
Mình đi ta ở lại nhà
Cái dưa thì khú cái cà thì thâm.
Sau hội chùa Hương năm đó, Tản Đà nhận được một bưu kiện gửi từ Phủ Lý. Mở ra là một bó rau sắng chùa Hương còn tươi nguyên, vì bưu phẩm không có tên người gửi, chỉ thấy bài họa đề Đỗ Tang nữ bái tặng:
Kính dâng rau sắng chùa Hương
Tiền đò đỡ tốn con đường đỡ xa
Không đi thời gửi lại nhà
Thay cho dưa khú cùng là cà thâm.
Về việc này làm Tản Đà mất nhiều công điều tra tìm hiểu. Sau mới biết đây là cô gái có tên Đỗ Thị Khê (em nữ sĩ Tương Phố) biệt hiệu là Song Khê, quê huyện Cẩm Khê Hưng Yên, làm việc ở Hà Nam, sau này sang sống và mất trên đất Mỹ. Rồi ông cho đăng bài thơ họa của Đỗ Thị Song Khuê trên Truyện thế gian (tháng 11 năm 1923) cùng với bài thơ cảm ơn của mình nhan đề Nguyễn Khắc Hiếu bái tạ
Mấy lời cảm tạ tri âm
Đồng bang là nghĩa đồng tâm là tình
Đường xa rau vẫn còn xanh
Tấm lòng thơm thảo bát canh ngọt ngào
Yêu nhau xa cách càng yêu
Dẫu rằng suông nhạt càng nhiều chứa chan
Nước non khuất nẻo ngư nhàn
Tạ lòng xin mượn thế gian đưa tình.
Đây là một câu chuyện hoàn toàn có thật, theo thời gian nó thành giai thoại rau sắng chùa Hương, cũng là giai thoại về tình yêu trong tâm khảm của thi nhân với người sơn nữ, đã trở thành lời tôn vinh hết mực món rau đặc biệt này, khiến rau sắng mọc ở đất Phật Hương Sơn được bạn bè xa gần biết đến như một món quà quê nhà bình dị mà đặc sắc.